# باولون
باولون (به فرانسوی: Baulon) یک کمون (فرانسه) در فرانسه است که در بخش ردون واقع شده‌است. باولون ۲۵٫۰۲ کیلومتر مربع مساحت دارد.